# Грант, Битси
Брайан Морель (Битси) Грант (англ. Bryan Morel 'Bitsy' Grant, Jr.; 25 декабря 1910, Атланта — 5 июня 1986, там же) — американский теннисист-любитель, шестая ракетка мира в 1937 году, обладатель Кубка Дэвиса (1937) в составе сборной США, трёхкратный чемпион США на грунтовых кортах. Член Национального (впоследствии Международного) зала теннисной славы с 1972 года. Имя Битси Гранта носят теннисный центр в Атланте и международный командный теннисный турнир среди мужчин в возрасте старше 75 лет.

## Биография
Брайан Грант — младший родился в конце 1910 года в Атланте в семье, многие члены которой увлекались теннисом. Его отец, Брайан М. Грант — старший, был многократным чемпионом Южных штатов в парном разряде, а старший брат Берри был капитаном теннисной сборной Технологического института Джорджии. Самого Брайана-младшего учила играть в теннис мать, Хэтти. Отец считал, что он слишком маленький, чтобы вырасти в хорошего игрока, а сам Брайан мечтал о карьере бейсболиста, но после того, как понял, что для этой игры у него недостаточно физических данных, сосредоточился на теннисе, в 16 лет став чемпионом Южных штатов.
На пике своей спортивной карьеры Брайан-младший достиг роста 163 сантиметра при весе 54 килограмма, заслужив прозвище «Битси» («Малютка»). Не обладая сильными ударами или длинными руками, он освоил стиль игры, заключающийся в том, чтобы стараться достать каждый мяч, попадающий в его часть корта, и вернуть его на половину соперника, дожидаясь, пока тот ошибётся сам. Эту манеру в теннисных источниках называют «ретривер» (англ. retriever). Самыми удобными для Гранта стали медленные грунтовые корты, подобные тем, на которых он тренировался в Атланте. С 1930 по 1935 год он трижды становился чемпионом США на грунтовых кортах в одиночном разряде, а в 1932 году завоевал этот титул также в паре с Джорджем Лоттом (на сайте Международного зала теннисной славы Грант назван самым маленьким американцем, когда-либо выигрывавшим турнир национального уровня). В 1935 году из 11 турниров, в которых участвовал Грант, в восьми — каждый из которых игрался на грунтовых кортах — он стал чемпионом.
Однако Гранту удавалось успешно выступать и на других видах покрытий, и с 1930 по 1941 год девять раз входил в десятку сильнейших теннисистов США, в 1935 и 1936 годах занимая в ней третье место. В 1933 году в ходе игравшегося на травяных кортах чемпионата США он победил посеянного под первым номером Эллсуорта Вайнза, а через два года обыграл там же посеянного вторым Дона Баджа, дойдя до полуфинала. В 1936 году Грант во второй раз подряд стал полуфиналистом чемпионата США. В 1936 и 1937 годах он доходил до четвертьфинала на Уимблдонском турнире, по итогам сезона занимая в мировом рейтинге сильнейших теннисистов-любителей соответственно восьмое и шестое место. Среди выигранных Грантом турниров — чемпионат Восточных штатов на травяных кортах (в 1935 году).
С 1935 по 1937 год Грант входил в состав сборной США в Кубке Дэвиса, в последний год завоевав с американской командой этот трофей после десятилетнего перерыва. За три года он выиграл в Кубке Дэвиса восемь встреч, проиграв только две.
Основной работой Гранта, в 1933 году окончившего Университет Северной Каролины, на протяжении десятилетий оставался страховой бизнес. Он продолжал активно играть в теннис, вплоть до конца 1960-х годов выступая на любительском турнире Atlanta Invitational, а в дальнейшем успешно участвуя в соревнованиях ветеранов. В общей сложности на его счету 19 титулов чемпиона США среди ветеранов в возрастных категориях от 45, от 55 и от 65 лет — в основном на грунтовых кортах, но также шесть титулов на травяных кортах и по одному на открытых и крытых хардовых.
В 1972 году имя Битси Гранта было включено в списки Национального зала теннисной славы США (ныне Международный зал теннисной славы). Он также является членом Зала спортивной славы Джорджии с 1965 года. В 1950 году в его честь назвали только что построенный теннисный центр Атланты; Грант, которого эта честь смущала, тем не менее регулярно играл на кортах этого центра. Имя Гранта носит также международный командный теннисный турнир среди мужчин в возрасте старше 75 лет. Брайан Грант умер в Атланте в июне 1986 года от рака, оставив после себя сына, дочь и трёх внуков.